# 清水河県
清水河県（せいすいが-けん）は、中華人民共和国内モンゴル自治区フフホト市に位置する県。
県名は県内を流れる清水河に由来する。耕地は65万畝、主な農作物は稲、エンドウ、ジャガイモ。仰韶文化の起源地の一つ。県人民政府は城関鎮にある。

## 行政区画
- バルガス（鎮）:城関鎮、宏河鎮、ラマイーン・トホエ・バルガス（喇嘛湾鎮）、老牛湾鎮
- 郷:窯溝郷、北堡郷、韮菜荘郷、オリャスタエ（五良太）郷